# Teman
Teman (hebräisch תימן, auch Teiman) ist eine Gestalt im jüdischen Tanach beziehungsweise christlichen Alten Testament (Gen 36,11  u.ö.). Er war einer der Söhne Eliphas’, des Sohnes Esaus, und ein Fürst Edoms.
Seine Nachkommen nennt man Temaniter. Das von ihnen bewohnte Gebiet trägt ebenfalls den Namen Teman. Die genaue Lage ist unbekannt. Laut  Hab 3,3  kommt Gott von Teman her, um die Welt zu richten.
Einer der Freunde Hiobs, Elifas, kommt ebenfalls aus Teman. (Hiob 2,11 )